# 布兰蒂
布兰蒂（英語：Brandy，全名：Brandy Rayana Norwood，1979年2月11日—），是一名美国R&B歌手、演员、电影制作人和音乐制作人，出生于密西西比州麦库姆。

## 簡介

### 早年生活
布兰蒂生於密西西比州一個黑人基督教家庭，父親威利·諾伍德是個福音歌手、合唱團總監，母親桑婭（娘家姓貝茨）是稅務顧問公司H&R Block的地區經理。布兰蒂亦是黑人男歌手Ray J的胞姊、知名說唱歌手史努比狗狗和女摔角手薩莎·班克斯的表親。布兰蒂兩歲時已經開始唱歌，為父親的合唱團獻唱。她們於1983年舉家移居洛杉磯，布兰蒂在Hollywood High Performing Arts Center求學。她7歲成為惠特妮·休斯顿的歌迷之後，對音樂和表演顯得更加熱衷，奈何在學校裡得不到演出的機會或老師的支援，因此她開始參加不同的才藝比賽，11歲時已經是青年歌唱團的一員，經常到處公開表演，因演唱天赋被听众所注意，布蘭蒂有了公开表演的机会，開始出现在电视节目中。

### 演藝經歷
1993年，因出演首部电视剧《西娅》，布蘭蒂获得了发行专辑的机会。1994年9月，发行个人首张录音室专辑《Brandy》，该专辑登上告示牌專輯榜第20名，並於1996年提名第38届葛萊美獎最佳新人，單曲《Baby》也於同屆葛萊美獎提名“最佳节奏蓝调女歌手”奖项。1995年，布蘭蒂为电影《等待梦醒时分》演唱插曲《Sittin' Up in My Room》，该曲登上告示牌百大單曲榜亚军，並提名第39屆葛萊美獎“最佳節奏藍調歌曲”獎項。
1998年，发行个人第二张录音室专辑《Never Say Never》，其中与Monica合作的歌曲《The Boy Is Mine》登上告示牌百大单曲榜13周冠军，并获得了第41届葛莱美奖“最佳节奏蓝调合作单曲”奖项。

## 音樂專輯
- Brandy (1994年)
- Never Say Never（英语：Never Say Never (Brandy album)） (1998年)
- Full Moon（英语：Full Moon (Brandy album)） (2002年)
- Afrodisiac（英语：Afrodisiac (Brandy album)） (2004年)
- Human（英语：Human (Brandy album)） (2008年)
- Two Eleven（英语：Two Eleven） (2012年)
- B7（英语：B7 (album)） (2020年)
- Christmas with Brandy (2023年)

## 外部連結
- 官方网站
- Brandy在Allmusic上的頁面
- Brandy在互联网电影资料库（IMDb）上的資料（英文）
- 在AllMovie上Brandy的頁面（英文）
- 互聯網百老匯資料庫（IBDB）上布兰蒂的資料（英文）